# John N. Dalton

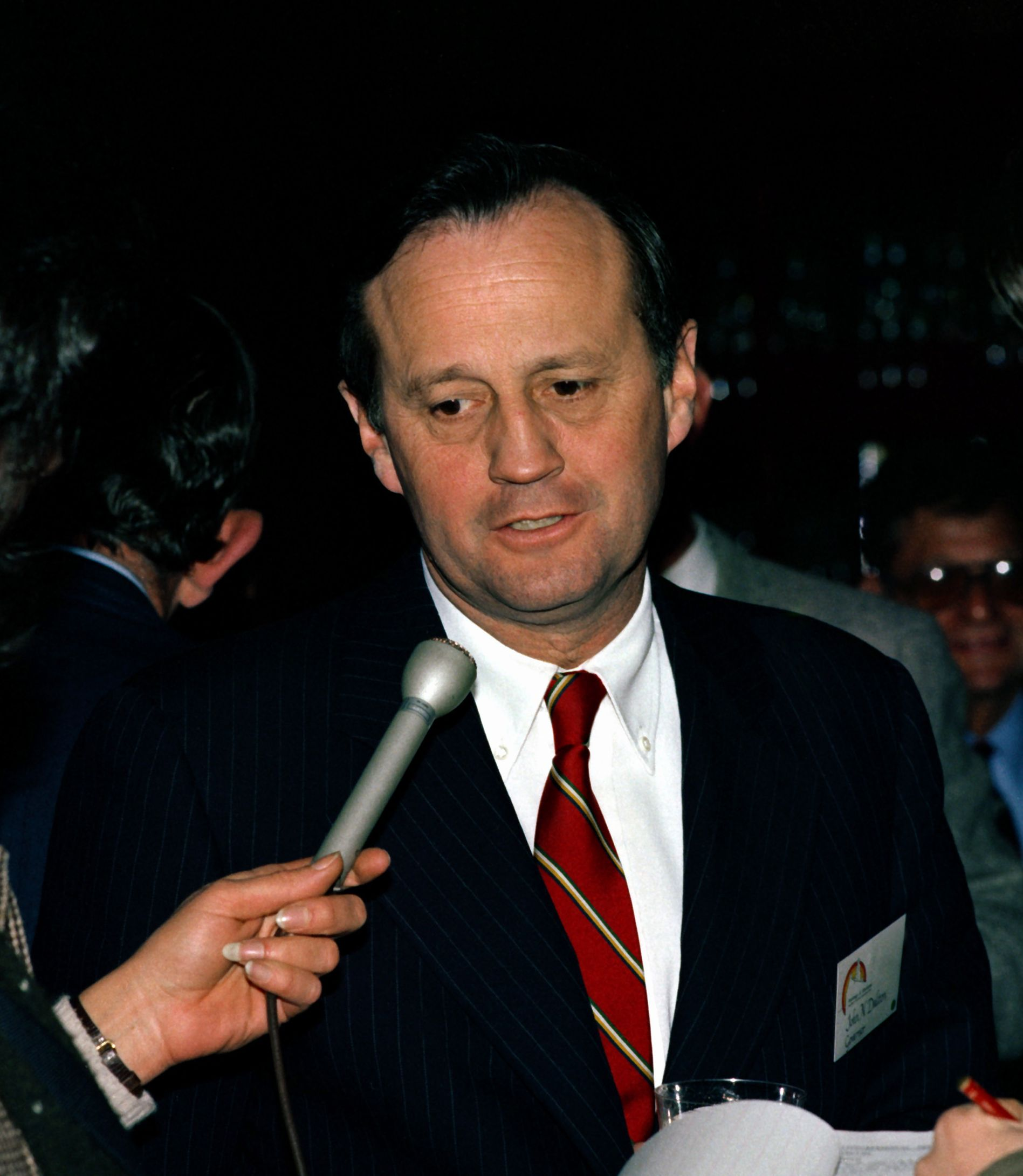
John N. Dalton

John Nichols Dalton (* 11. Juli 1931 in Emporia, Virginia; † 30. Juli 1986 in Richmond, Virginia) war ein US-amerikanischer Politiker und von 1978 bis 1982 Gouverneur des Bundesstaates Virginia.

## Frühe Jahre und politischer Aufstieg
John Dalton studierte bis 1953 am College of William & Mary in Williamsburg. Nach einem anschließenden Jurastudium an der University of Virginia machte er dort im Jahr 1957 sein juristisches Examen. Danach diente er als Oberleutnant in der US Army.
Dalton wurde Mitglied der Republikanischen Partei. Im Jahr 1965 wurde er erstmals in das Repräsentantenhaus von Virginia gewählt. Danach wurde er insgesamt dreimal von den Wählern als Abgeordneter dieser Kammer bestätigt. Im Jahr 1972 zog er in den Staatssenat ein. Von 1974 bis 1978 war er als Vizegouverneur Stellvertreter von Gouverneur Mills E. Godwin, zu dessen Nachfolger er 1977 gewählt wurde.

## Gouverneur von Virginia
John Dalton trat seine vierjährige Amtszeit am 14. Januar 1978 an. In dieser Zeit war er unter anderem Vorsitzender der Vereinigung der republikanischen Gouverneure sowie im Vorstand der National Governors Association. Außerdem war er Mitglied zahlreicher anderer Vereinigungen und Kommissionen. Er förderte das Wirtschaftswachstum seines Staates und reformierte die Verwaltung. In seiner Amtszeit wurde auch ein Rechtsstreit mit der Bundesregierung wegen der Frage der Desegregation an höheren Schulen beigelegt.

## Weiterer Lebenslauf
Daltons Amtszeit endete am 16. Januar 1982. Obwohl er Nichtraucher war, erkrankte er an Lungenkrebs, an dessen Folgen er am 30. Juli 1986 im Medical College of Virginia in Richmond verstarb. Mit seiner Frau Edwina Jeanette Panzer hatte der Gouverneur vier Kinder.